# Laura Valle Velasco
Laura Valle Velasco (Vitòria, 1978) és una investigadora basca.

## Trajectòria
Llicenciada en biologia (2000) i bioquímica (2001) per la Universitat de Navarra, va marxar a Madrid, al Centre Nacional de Recerques Oncològiques, on va realitzar la seva tesi doctoral, sota la direcció de Miguel Urioste, sobre la genètica humana.
En 2006 es va traslladar a la Universitat Estatal d'Ohio, on es va especialitzar en la genètica del càncer, en particular del càncer colorrectal. Des de 2009 treballa en l'Institut de Recerca Biomèdica de Bellvitge, a Barcelona, on desenvolupa un projecte sobre el càncer de còlon hereditari.
Va ser guardonada amb el premi Jove Investigador en Genètica Humana i en 2012 va ser premiada amb una beca de recerca L'Oréal-UNESCO a Dones en Ciència.